# Сантьо Кйоден
Сантьо Кйоден (*山東 京伝, 13 вересня 1761 — 27 жовтня 1816) — японський художник, поет, історик і письменник періоду Едо. Відомий також як Кйоя Дендзо і Кітао Масанобу.

## Життєпис
Походив з родини сільських лихварів Івасе. Народився 1761 року в районі Факагава в Едо (столиці сьогунату Токугава). Отримав ім'я Самуру. Виявив хист до малювання, тому відмовився від родинної справи. Став навчатися в художника Кітао Сіґемаси. На честь останнього змінив ім'я і прізвище на Кітао Масанобу. Переважно займався ілюструванням книг.
Водночас присвятив себе письменницькій діяльності. Під псевдонімом Сантьо Кйоден (взяв на честь району Кьобасі) він уславився як автор сатиричних творів (саребон). Мав фінансовий успіх від продажу своїх творів. Полюбляв бувати у «веселому кварталі» Йошівара, потім тут тримав тютюнову крамницю, двічі одружувався з сіндзо (служанками куртизанок).
У 1791 році уряд покарав його 50-денним арештом за випуск 3 сатиричних оповідей, у яких піддано критиці порядки тодішньої Японії. Після звільнення залишив сатиру, звернувшись до інших жанрів. також перестав малювати. У 1806 році в його крамниці сталася пожежа, і він знову зайнявся мистецтвом. Помер у 1816 році в Едо.

## Творчість
Часовий шлях художника був короткий, втім його творчий діапазон досить широкий. Він дебютував в 1778 році серією ілюстрацій. В його доробку книжкові ілюстрації до кібйосі (популярних оповідань та новел) і кольорові гравюри з портретами акторів і красунь. Загалом створив малюнки до 120 книг. Найвідомішою роботою є серія «Відомі жриці кохання з поетичними текстами в руках» (1783 рік). Ця робота уславилася не тільки чудовими портретами відомих куртизанок в розкішних кімоно, а й віршами, які вони самі написали. Роблячи, в першу чергу, акцент на інтелектуальну, а не на чуттєву чарівність своїх героїнь, художник по-новому глянув на традиційний жанр «бідзінга», проклавши шлях для подальших досягнень майстрів XIX століття. Серія мала великий успіх, і в 1784 році була повторно видана у вигляді альбому з гравюрами під назвою «Свічадо зразків поезії красунь Йосівара».
Як письменник був автором саребон, де містилася соціальна критика та пародія. Загалом відомо 8 творів, виданих з 1785 до 1791 року. До них належать «Палац» (1787 рік) і «Сорок вісім захоплень у купівлі шльондри» (1790 рік). за легендою саме він вигадав слово темпура для торговця смаженою рибою з Осаки.
З 1792 року звернувся до романів-йоміхон, яких написав 5. Йоміхон «Дивна історія помсти на болоті Асака» (1803 рік) є зразком містичного роману, де присутні духи. Книга мала такий широкий успіх, що в 1807 році Кйоден публікує продовження під назвою «Наступний день помсти на болоті Асака». У 1808 році на основі цих двох книг драматург Цуруя Намбоку IV створив і представив публіці п'єсу «Барвиста збірка оповідань», в якому історія авторства Сантьо Кйоден заграла на сцені театру Кабукі новими «фарбами». 1804 року випустив книгу у 3 частинах «Дев'ять місяців у череві письменника», де описав процес творчості, ілюстрування і друкування. Є важливим джерелом з видавничої діяльності періоду Едо.
Також є автором 2 побуто-історичних праць, зокрема «Цікавинки» (1813 рік). Це переважно військові та історичні оповідки, які дослідники розглядають як більш побутові, оскільки в них немає детального опису одягу, звичок, етикета відповідно до історичної епохи. Історичні події виступають фоном.
Також складав кьока — жартівливі вірші.